# Thrife
Thrife Cannon Ayodele Jack, mer känd som Thrife, född 26 juni 1997 i S:t Mikaels församling, är en svensk rappare från Enskededalen i Stockholm.
Thrife är son till rapparen Ayo. Thrife började sin karriär som en del av gruppen Svart&Vit tillsammans med Lamo och Joel Fungz.
Hans låtar har sedan juni 2022 spelats mer än 50 miljoner gånger på Spotify och Youtube och han har samarbetat med flera av genrens största artister, däribland Einár, Dree Low och Z.E.

## Diskografi

### Studioalbum
| Titel           | År   | Högsta placering |
| Titel           | År   | SWE              |
| --------------- | ---- | ---------------- |
| Nu eller aldrig | 2020 | 50               |

### Singlar och gästinhopp med inhemska topplistenoteringar
| År   | Titel                              | Högsta placering |
| År   | Titel                              | SWE              |
| ---- | ---------------------------------- | ---------------- |
| 2018 | "Cirkulerar"                       | 82               |
| 2019 | "Klick" (med Z.E & Nigma)          | 4                |
| 2019 | "Pineapple Kush"                   | 13               |
| 2020 | "What What" (med Dree Low & Einár) | 41               |
| 2020 | "Va händish" (med Einár)           | 10               |
| 2020 | "Ingen lek" (med Dree Low & Einár) | 37               |
| 2021 | "Pacman"                           | 99               |
| 2021 | "Que Pa$a" (med Rami)              | 94               |
| 2022 | "This Is Sweden"                   | 75               |
| 2022 | "38 Special"                       | 74               |
| 2022 | "Sevilla"                          | 1                |
| 2023 | "Dubaii" (med Ozz6y)               | 50               |